# Cisse (Polen)
Cisse is een plaats in het Poolse district  Sierpecki, woiwodschap Mazovië. De plaats maakt deel uit van de gemeente Szczutowo en telt 185 inwoners.